# Srđan Dizdarević
Srđan Dizdarević (29 de setembro de 1952 - 16 de fevereiro de 2016) foi um jornalista e diplomata e de longa data presidente bósnio do Comité de Helsínquia para os Direitos Humanos, que se realizou nove anos, em 2014. O renunciou. Durante a vida útil que ele era um membro do Comitê Executivo da Federação Internacional de Helsínquia, membro do Conselho Alternativa de Ministros como o ministro dos Negócios Estrangeiros, diretor e editor-chefe da criança e do jovem Imprensa em 1978, assistente do editor-chefe da libertação de 1987 a 1991 e primeiro-secretário da embaixada da ex- Iugoslávia, em Paris. Após a eclosão da Guerra da Bósnia voltou a Sarajevo.Ele se formou em 1976 na Faculdade de Filosofia, em Sarajevo. Ele também estudou ciências políticas em Paris, uma dúzia de anos atrás, para ser jornalista profissional. Ele vem de uma famosa família de três irmãos Dizdarević diplomática: seu pai Nijaz, um ex-embaixador em Bagdá, Argel e Paris; Tio Faik, o embaixador de longa data para Teerã, Argel e Madrid, e outro tio Raif Dizdarevic, ex-ministro das Relações Exteriores e Presidente da presidência da ex-Iugoslávia.
O primeiro presidente do Comité de Helsínquia para os Direitos Humanos na Bósnia e Herzegovina foi eleito em 1995, bem como um membro da Associação de Intelectuais Independentes do Círculo 99. Decisão do Alto Representante da Bósnia e Herzegovina, em 1998, foi nomeado para o grupo de trabalho sobre a Lei Eleitoral Permanente.